# Sacrifici umani nella cultura azteca
I sacrifici umani erano un aspetto importante della cultura e della religione azteca, nonostante le proporzioni di questa pratica sia tuttora in discussione tra gli studiosi. Gli spagnoli che per primi ebbero contatti con gli Aztechi dicono chiaramente nei propri scritti che il sacrificio umano era largamente praticato in tutta la Mesoamerica. Ad esempio, l'opera di Bernal Díaz del Castillo intitolata Historia verdadera de la conquista de la Nueva España comprende testimonianze oculari dei resti di vittime sacrificali. Inoltre esistono numerose fonti secondarie scritte dai frati che narrano di sacrifici umani, storie raccontate loro dagli stessi nativi americani.
Attualmente, quasi tutti gli studiosi accettano il fatto che i sacrifici fossero praticati all'interno dell'impero azteco, così come in tutta la Mesoamerica precolombiana. A partire dalla fine degli anni settanta, gli scavi delle offerte rinvenute presso il Templo Mayor di Tenochtitlán, la Piramide della Luna di Teotihuacan e altri siti archeologici, hanno fornito prove fisiche di sacrifici avvenuti tra i popoli mesoamericani.
Sono state proposte dai moderni studiosi varie interpretazioni della pratica azteca del sacrificio umano, sia riguardanti il significato religioso sia quello sociale. Ad esempio, una teoria è quella secondo la quale la dieta mesoamericana era carente di proteine, e che il cannibalismo di vittime sacrificali era una componente necessaria della dieta del tempo. Altre teorie collegano la pratica a speciali fattori socio-psicologici oppure la considerano uno strumento politico.
I sacrifici umani tra le popolazioni indigene precolombiane rappresentano un argomento dibattuto. La discussione in merito viaggia di pari passo con quella tendente a decidere se i popoli nativi americani fossero buoni selvaggi o barbari primitivi, con alcuni studiosi che tendono a romanticizzare la descrizione dei sacrifici umani, mentre altri tendono a estremizzarli.

## I precedenti del sacrificio mesoamericano
La pratica del sacrificio umano era comune tra le culture mesoamericane e sudamericane durante l'impero Inca. Come tutte le altre civiltà precolombiane conosciute, gli Aztechi praticavano il sacrificio umano. Le fonti esistenti descrivono il modo in cui gli Aztechi sacrificassero uomini durante ognuna delle loro 18 festività, una per ogni mese di 20 giorni. Non si sa se gli Aztechi praticassero il sacrificio umano già prima di giungere nella Valle di Anáhuac, oppure se lo abbiano assorbito dalle culture ivi presenti. Il primo sacrificio di cui si parla nelle fonti scritte fu lo scorticamento della figlia del re Achicometl di Culhuacan; questa storia fa parte delle leggende sulla fondazione di Tenochtitlán. Numerose fonti etnostoriche affermano che, durante il regno di Tlacaelel, l'importanza del sacrificio acquistò ulteriore enfasi.

## Ruolo del sacrificio nella Mesoamerica

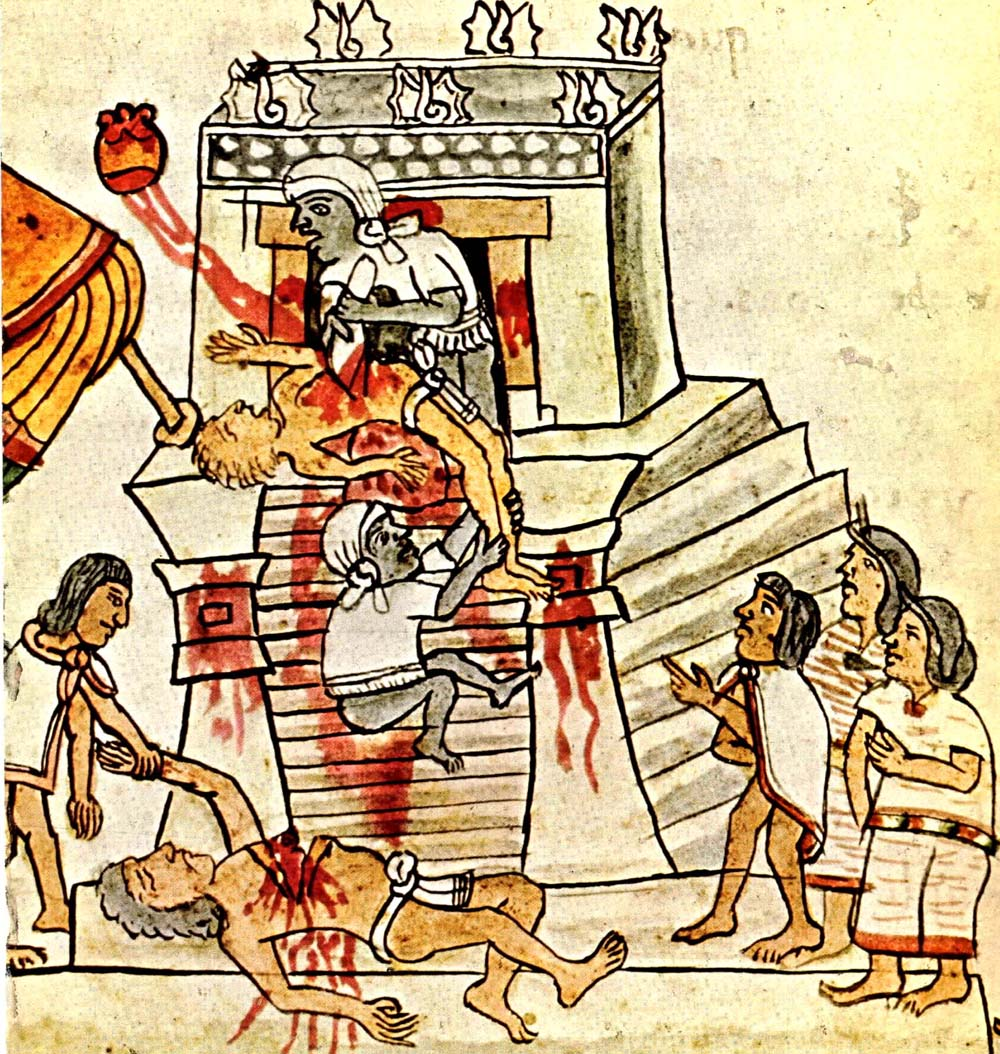
Sacrificio umano raffigurato all'interno del Codice Magliabechiano

Il sacrificio era una pratica comune in tutte le culture mesoamericane. All'interno del mito azteco dei Cinque soli, tutti gli dei si autosacrificarono per permettere all'umanità di sopravvivere. Alcuni anni dopo la conquista del Messico da parte degli spagnoli, un gruppo di francescani si dovette confrontare con gli ultimi sacerdoti aztechi ai quali ordinarono, sotto minaccia di morte, di porre fine a questa pratica omicida. I sacerdoti aztechi si difesero in questo modo:
(Henry B. Nicholson, Handbook of Middle American Indians)
Quello a cui i sacerdoti aztechi si riferivano era una credenza comune in Mesoamerica: ovvero che un grande sacrificio sempre in corso sostenesse l'universo. Tutto era tonacayotl: la "incarnazione spirituale" o "presenza corporea [sacrificale]" degli dei sulla terra. Tutto (terra, mais, luna, stelle e persone) nasceva da corpi morti o sepolti, dita, sangue o teste degli dei sacrificati. L'umanità stessa era macehualli, "quelli meritevoli e riportati in vita tramite la penitenza". Un forte senso di indebitamento era collegato a questa visione del mondo. Infatti il nextlahualli (pagamento del debito) era una metafora comune per riferirsi al sacrificio umano e, come scrisse anche Bernardino de Sahagún, si diceva che in un certo senso le vittime stessero "svolgendo il loro lavoro".
In questo senso il sacrificio umano diventava il più alto grado di offerta tramite la quale gli Aztechi ripagavano il proprio debito nei confronti degli dei. Sia Sahagún sia Toribio de Benavente (chiamato anche "Motolinía") osservarono che gli Aztechi usavano volentieri tutto come sacrificio: sepoltura, distruzione, uccisione di grandi quantità di quaglie, conigli, cani, piume, fiori, insetti, fagioli, grano, carta, gomma e tesori. Anche il palco del sacrificio umano, le grandi piramidi che fungevano da tempio, erano colline offerte agli dei, piene di tesori, grano, terra e sacrifici umani e animali. Ornate con la miglior arte azteca, tesori e vittime, questi templi diventavano offerte sepolte sotto le nuove strutture ogni mezzo secolo.
Il sacrificio di animali era comune, una pratica per la quale gli Aztechi allevavano cani, aquile, giaguari e cervi. Anche gli oggetti potevano essere sacrificati venendo rotti e offerti agli dei. Il culto di Quetzalcoatl richiedeva il sacrificio di farfalle e colibrì.
L'auto-sacrificio era abbastanza comune; le persone offrivano spine di agave, colorate col proprio sangue e, come i re Maya, offrivano sangue dalla loro lingua, dai lobi delle orecchie o dal pene. Il sangue aveva un'importanza fondamentale nelle culture mesoamericane. Il Codice fiorentino afferma che in uno dei miti della creazione Quetzalcóatl offrì sangue estratto da una ferita del suo pene per dare vita all'umanità. Esistono molti altri miti nei quali si parla di dei Nahua che offrono sangue per aiutare gli uomini.
I semplici cittadini si limitavano a offrire spine di agave bagnate di sangue. Lloyd deMause ha affermato che, come gli odierni autolesionisti, gli Aztechi praticavano il salasso da tagli inferti con coltelli in ossidiana o con ossi appuntiti sulla propria carne, come ad esempio lobi delle orecchie, labbra, lingua, petto e polpacci. Era considerato un personale atto di penitenza verso gli dei. Le spine venivano messe in una palla di paglia chiamata zacatapayoli, poi posta in un adoratorio.

### Il ciclo di 52 anni
Il ciclo di 52 anni era un fondamento delle culture mesoamericane. I culti religiosi Nahua erano basati sul terrore che l'universo potesse collassare dopo ogni ciclo, se gli dei non fossero stati sufficientemente forti. Ogni 52 anni si teneva una speciale cerimonia del Fuoco Nuovo. Tutti i fuochi venivano spenti, e a mezzanotte si effettuava un sacrificio umano. Gli Aztechi poi aspettavano l'alba. Se il Sole sorgeva significava che i sacrifici fatti in quel ciclo erano stati sufficienti. Un fuoco veniva acceso sul corpo della vittima, e nuovi fuochi presi da questo venivano portati in ogni casa, città e villaggio. Cominciava allora una festa: un nuovo ciclo di 52 anni stava cominciando, e la fine del mondo era stata posposta, almeno per un altro mezzo secolo. Una cerimonia simile viene tuttora praticata da piccoli gruppi di indigeni, ma senza il sacrificio umano. Questa cerimonia era in realtà più antica del popolo azteco. Mentre in origine si credeva trattarsi di una questione di mantenimento della fortuna, gli Aztechi pensavano che il sacrificio costante durante il ciclo avrebbe ritardato la fine del mondo.
Secondo Miguel León-Portilla, Tlacaelel riformò l'originale religione Nahua, e gli Aztechi si considerarono i principali responsabili per fornire cibo agli dei. Questo gli garantì un nuovo senso di identità, da "popolo senza una faccia" come venivano chiamati dagli ostili popoli vicini, a popolo incaricato di garantire la sopravvivenza dell'universo. Per questo cominciarono a riferirsi a sé stessi come al "popolo del sole".

## Sacrifici a particolari dei

### Huitzilopochtli
Huitzilopochtli era il dio tribale dei Mexica e, in quanto tale, rappresentava il popolo stesso venendo identificato spesso con il sole allo zenit, e con la guerra.
Quando gli Aztechi sacrificavano persone a Huitzilopochtli (il dio con aspetto guerriero) le vittime dovevano essere poste su una pietra sacrificale. A questo punto il sacerdote ne tagliava l'addome con un coltello in ossidiana o in selce. Il cuore veniva estratto ancora pulsante e tenuto in alto, verso il cielo, in onore al Dio-Sole; il corpo veniva spostato e cremato o dato al guerriero che lo aveva catturato in battaglia. Questi tagliava il corpo in pezzi e poteva donarlo a persone importanti come offerta, oppure mangiarlo. Il guerriero, grazie a questo, avrebbe salito un gradino della scala sociale azteca.

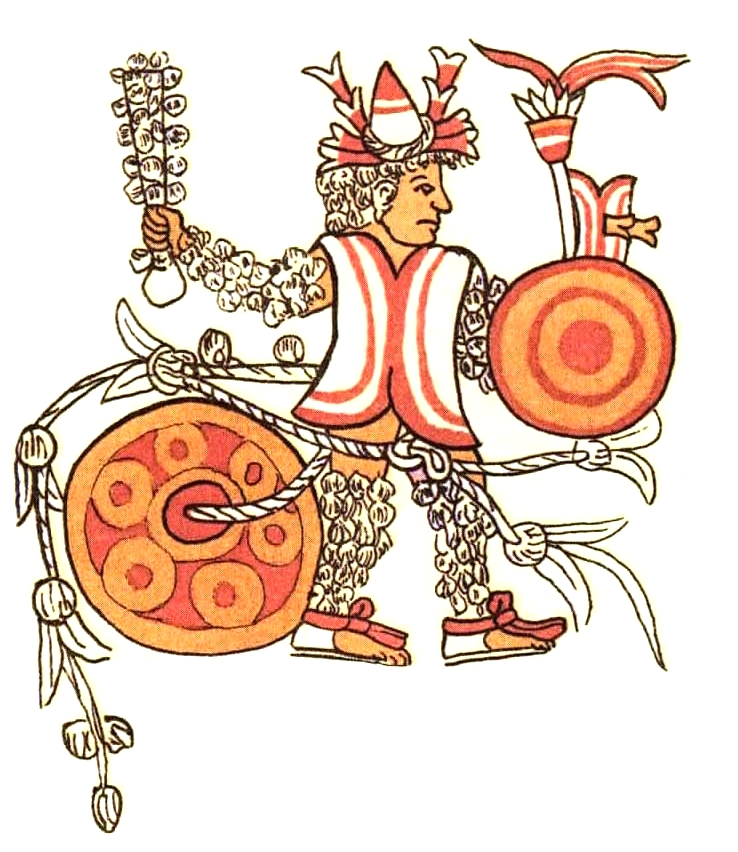
Vittima di un combattimento sacrificale tra gladiatori, immagine tratta dal Codice Magliabechiano. Notare che è legato a una grossa pietra e il suo Maquahuitl (spada/clava) è coperto da quelle che sembrano essere piume piuttosto che ossidiana

### Tezcatlipoca
Tezcatlipoca era comunemente considerato il dio più potente, il dio della notte, della magia e del destino (il nome tezcatlipoca significa "specchio fumante" o "ossidiana"). Gli Aztechi credevano che Tezcatlipoca avesse creato la guerra per fornire cibo e bevande agli dei. Tezcatlipoca era noto con tanti epiteti, tra cui "il Nemico" e "il Nemico di Entrambi i Lati", che sottolineano il suo amore per la discordia. Tezcatlipoca aveva il potere di perdonare i peccati e di guarire le malattie, o di liberare un uomo dal destino che gli era stato assegnato dal suo giorno di nascita; niente, però, lo obbligava a farlo. Era capriccioso e spesso causava la malasorte. Secondo gli Aztechi, era onnisciente, e vedeva tutto. Uno dei suoi nomi può essere tradotto in "Noi che siamo suoi schiavi".
Alcuni prigionieri venivano sacrificati a Tezcatlipoca tramite combattimenti sacrificali di gladiatori. Le vittime venivano legate sul posto e veniva data loro un'arma simbolica e inefficace. Il gladiatore moriva lottando contro un numero variabile di guerrieri giaguaro e guerrieri aquila, fino a quattro.
Durante il mese di Toxcatl veniva sacrificato un giovane acconciato da Tezcatlipoca. Per tutto l'anno precedente il ragazzo vestiva come Tezcatlipoca ed era trattato come se si trattasse dell'incarnazione del dio sulla Terra; aveva diritto alle donne più belle, finché non fosse arrivato il suo momento, quando avrebbe attraversato a piedi le strade di Tenochtitlan suonando un flauto. Arrivato alla piramide del dio, il ragazzo avrebbe dovuto scalarla, rompere il proprio flauto e donare il proprio corpo ai sacerdoti. Sahagún paragona questo rito a quello cristiano della Pasqua.

### Huehueteotl
Per celebrare Huehueteotl, dio del fuoco e divinità più anziana, gli Aztechi organizzavano una cerimonia in cui avevano luogo grandi feste che si concludevano con il rogo di prigionieri che, prima di morire, venivano estratti dalle fiamme e a cui veniva asportato il cuore. Motolinía e Sahagún raccontano che gli Aztechi credevano che, se non avessero placato Huehueteotl, una piaga di fuoco avrebbe colpito la città.

### Tlaloc
Tlaloc era il dio della pioggia. Gli Aztechi credevano che se non fossero stati celebrati un numero sufficiente di sacrifici a Tlaloc la pioggia non sarebbe venuta e il mais non sarebbe cresciuto. Lebbra e reumatismi, malattie causate da Tlaloc, avrebbero colpito il villaggio. Tlaloc chiedeva le lacrime dei bambini come parte del sacrificio. I sacerdoti facevano piangere i bambini durante il cammino che li portava all'immolazione: si trattava di un buon presagio del fatto che Tlaloc avrebbe bagnato la terra nella successiva stagione delle piogge. Nel codice fiorentino Sahagún scrisse:
(Sahagún, Codice fiorentino)

## Guerre dei fiori
È stato spesso sostenuto dagli studiosi il fatto che gli Aztechi utilizzassero una sorta di guerra rituale, la Guerra dei fiori, per ottenere persone da sacrificare in tempo di pace. Questa ipotesi è stata fortemente contestata da studiosi come Ross Hassig e Nigel Davies, i quali affermano che il principale obbiettivo delle guerre dei fiori era politico e non religioso, e che il numero di vittime ottenute con questa pratica fosse insignificante se paragonato a quelle ottenute durante una vera guerra.
Secondo Diego Durán, nel suo Historia de las Indias de Nueva España e islas de la tierra firme, e poche altre fonti basate anch'esse sul Crónica X, le guerre dei fiori azteche erano inizialmente un accordo tra le città della Triplice alleanza azteca, Tlaxcala e Huexotzingo a causa della carestia che colpì la Mesoamerica nel 1450. Anche i prigionieri Aztechi venivano sacrificati a Tlaxcala e Huexotzingo. La cattura dei prigionieri vivi per i sacrifici era chiamata nextlaualli ("pagamento del debito agli dei"). Queste fonti sono corroborante da altre, come ad esempio il Codice Chimalpahin, che cita alcune guerre dei fiori occorse già prima della carestia del 1450 tra avversari diversi da quelli citati nell'accordo.
Dal momento che l'obbiettivo della guerra azteca era la cattura di possibile vittime, la tattica della battaglia era studiata soprattutto per ferire il nemico senza ucciderlo. Sembra che dopo la conquista delle città, gli abitanti non fossero più considerati adatti per i sacrifici, ma solo per il pagamento delle tasse.
Anche gli schiavi potevano essere usati nei sacrifici, ma solo se venivano considerati pigri ed erano stati venduti almeno tre volte.

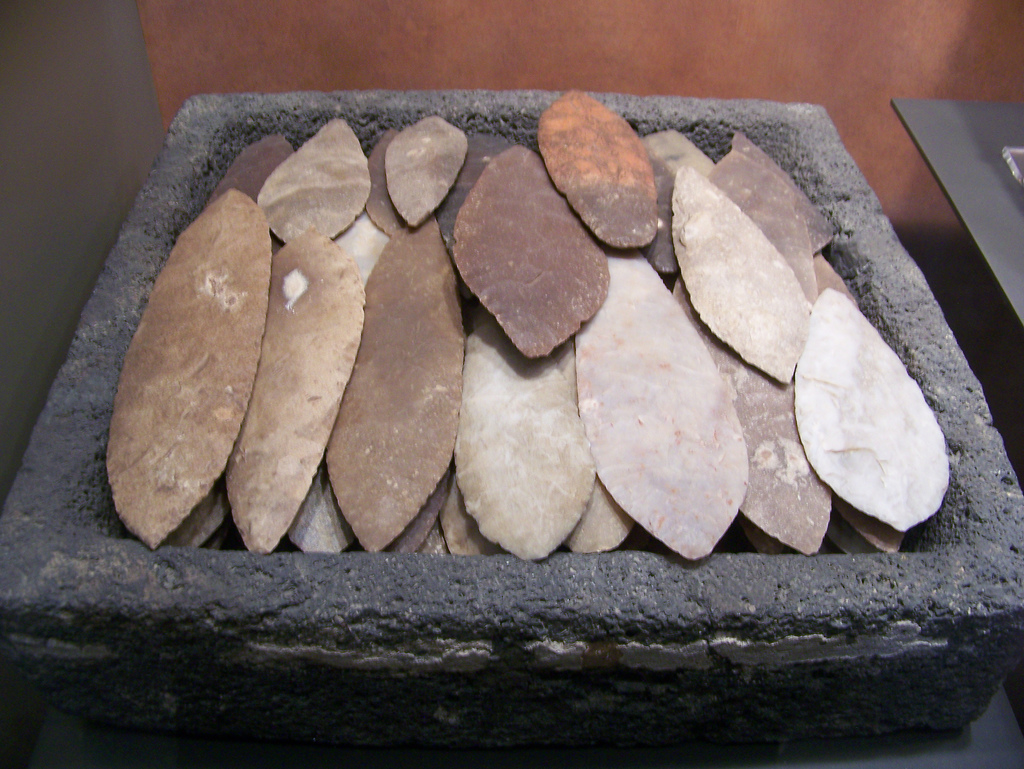
Offerta cerimoniale di coltelli aztechi usati per i sacrifici, in mostra presso il Museo Nazionale di Antropologia di Città del Messico

## Il rituale del sacrificio
Molti rituali del sacrificio richiedevano più di due persone per essere svolti. Nella normale procedura, il sacrificio veniva svolto sulla cima del tempio. La vittima veniva tenuta ferma da quattro sacerdoti su una lastra in pietra, e il suo addome veniva tagliato da un quinto sacerdote con un coltello cerimoniale fatto di selce. Il taglio veniva fatto nell'addome e oltrepassava il diaframma. Il sacerdote avrebbe estratto il cuore, ancora pulsante. Il cuore veniva poi posto in una scodella sorretta da una statua del dio cui veniva offerta la vittima, e il corpo lanciato giù dalle scale del tempio.
Le varie parti del corpo facevano una diversa fine: le viscere servivano per nutrire gli animali; la testa sanguinante era esibita nel tzompantli, la rastrelliera dei teschi. Non tutti i teschi dello tzompantli provenivano da vittime di sacrifici. Negli Annali di Tlatelolco si dice che, durante l'assedio di Tlatelolco da parte degli spagnoli, gli abitanti costruirono tre tzompantli: due per i loro morti, e uno per i conquistadores uccisi, comprese due teste di cavallo.
Altri tipi di sacrifici umani, dedicati alle varie divinità, trattavano le vittime in maniera diversa. La vittima poteva essere colpita da una freccia (e il sangue che sgorgava rappresentava le fredde piogge di primavera), essere uccisa in un combattimento non equo (sacrifici di gladiatori), essere sacrificata al termine di una partita di tlachtli, il gioco della palla mesoamericana, essere arsa viva (in onore al dio del fuoco), essere scorticata dopo essere stata sacrificata (in onore a Xipe Totec, "Nostro Signore lo Scorticato"), o venire affogata.

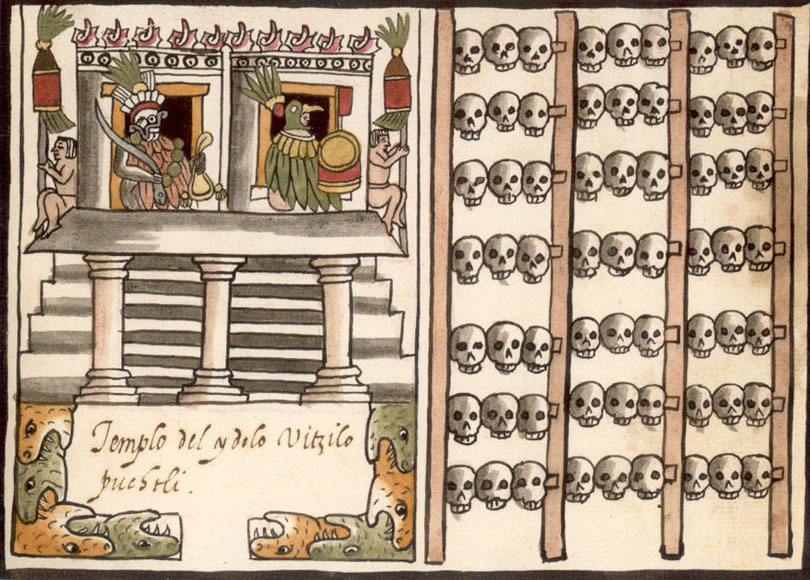
Uno tzompantli raffigurato nel Codice Ramírez

## Stima della portata dei sacrifici
Per la riconsacrazione del Templo Mayor di Tenochtitlán del 1487, gli Aztechi affermarono di aver sacrificato circa 80.400 prigionieri durante i quattro giorni di celebrazione
Quattro tavole furono sistemate in cima al tempio, in modo che le vittime potessero essere gettate su tutti i quattro lati del tempio. Nondimeno, secondo il codice Telleriano-Remensis, i vecchi Aztechi che parlarono con i missionari citavano un numero di vittime decisamente minore, circa 4.000 totali.
Michael Harner, nel suo articolo del 1977 intitolato The Enigma of Aztec Sacrifice, stima il numero di persone sacrificate nel Messico centrale durante il XV secolo fino a 250.000 l'anno. Fernando de Alva Cortés Ixtlilxochitl, discendente dei Mexica e autore del codice Ixtlilxochitl, disse che ogni anno un bambino su cinque dei Mexica veniva ucciso. Victor Davis Hanson afferma che la stima di 20.000 persone l'anno fatta da Don Carlos Zumárraga è "più plausibile". Altri studiosi ritengono che, dato che gli Aztechi tentavano sempre di intimidire i propri avversari, è probabile che le cifre venissero gonfiate come strumento di propaganda.. Secondo il codice fiorentino, 50 anni prima della conquista spagnola gli Aztechi bruciarono i teschi dei precedenti tzompantli. L'archeologo messicano Eduardo Matos Moctezuma ha dissotterrato e studiato alcuni tzompantli.
I sacrifici venivano fatti in particolari giorni. Sahagún, Juan Bautista de Pomar e Motolinía affermano che gli Aztechi avevano 18 festività l'anno, uno per ogni mese del calendario azteco. Essi hanno affermato chiaramente che in questi giorni venivano svolti sacrifici umani. Ogni dio richiedeva un diverso tipo di vittime: i ragazzi venivano affogati per Xilonen; i bambini sacrificati a Tlaloc; i prigionieri di lingua nahuatl a Huitzilopochtli, e un singolo nahua si offriva volontario per Tezcatlipoca. Il Codice Ramírez afferma che per la festa annuale di Huitzilopochtli venivano sacrificate oltre 60 persone nel tempio principale, così come nelle altre grandi città azteche.
Non tutti i sacrifici venivano svolti nei templi di Tenochtitlan; alcuni erano fatti a "Cerro del Peñón", un isolotto del lago di Texcoco. Secondo una fonte azteca, nel mese di Tlacaxipehualiztli (dal 22 febbraio al 13 marzo), 34 prigionieri di guerra venivano sacrificati a Xipe Totec con combattimenti tra gladiatori. Più vittime erano offerte a Huitzilopochtli nel mese di Panquetzaliztli (dal 9 al 28 novembre) secondo il codice Ramírez. La mancanza di prove archeologiche non permette di calcolare con esattezza la cifra reale.
Ogni guerriero azteco avrebbe dovuto fornire almeno una vittima da sacrificare. Tutti gli uomini della popolazione venivano addestrati a essere guerrieri, ma solo i pochi di loro che riuscivano a catturare prigionieri potevano entrare a far parte dell'élite dell'esercito. Coloro che non vi riuscivano diventavano macehualli, lavoratori. Le fonti scritte parlano anche del fatto che molti giovani guerrieri potevano unirsi per catturare un singolo prigioniero, il che starebbe a dimostrare che la cattura delle vittime da sacrificare era quasi una gara.

## Discussione sulle fonti primarie

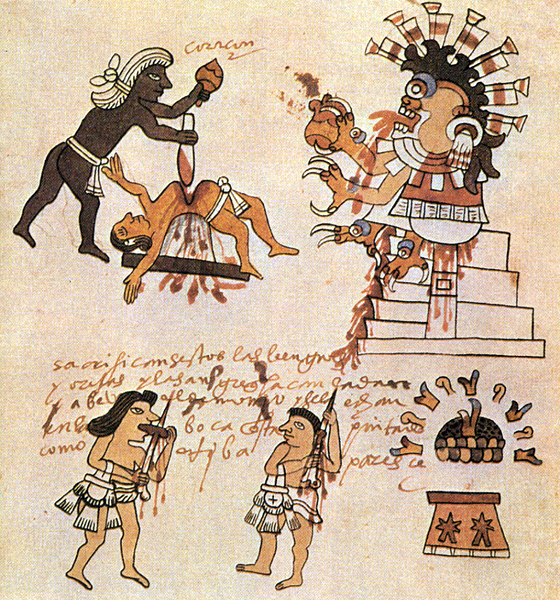
Il Codice Tudela

Le prime fonti spagnole citano pratiche sacrificali degli Aztechi così come di altre culture mesoamericane del XVI secolo. Esistono numerose raffigurazioni di sacrifici nelle statue Mexica, così come nei codici tipo il Ríos, il Tudela, il Telleriano-Remensis, il Durán e il fiorentino di Sahagún. D'altra parte, i codici indigeni precolombiani che parlano dei riti non contenevano testo scritto ma solo immagini, e glifi altamente simbolici. Gli Aztechi non avevano sviluppato una lingua scritta come quella, tipica, dei Maya ed il vescovo dello Yucatan Zumarraga (1468-1548) bruciò tutti i testi maya disponibili a causa del suo zelo religioso.
Per l'intera Mesoamerica, le fonti archeologiche e iconografiche raccolte, e nel caso dei Maya le fonti scritte, indicano che il sacrificio umano era comune in tutte le culture dell'epoca, arrivando al 600 a.C. e probabilmente ancora prima. Le analisi osteologiche sembrano confermare il contenuto dei testi. Sono state pubblicate anche illustrazioni di sacrifici sulle ceramiche e sulle stele Maya.

### Racconti delle spedizioni di Grijalva
Oltre ai racconti forniti da Sahagún e da Durán, vi sono altri testi considerati importanti.
Juan de Grijalva, Hernán Cortés, Juan Díaz, Bernal Díaz, Andrés de Tapia, Francisco de Aguilar, Ruy González de Clavijo e il conquistatore anonimo parlarono della conquista del Messico. Pietro Martire d'Anghiera, Francisco López de Gómara, Gonzalo Fernández de Oviedo y Valdés e Illescas, anche se non sono stati in Mesoamerica, basarono le proprie opere sui racconti di chi vi partecipò. Bartolomé de Las Casas e Sahagún giunsero tardi in Nuova Spagna ma ebbero accesso a testimonianze dirette, specialmente da parte degli indigeni. Tutte queste opere citano e descrivono la pratica del sacrificio umano.

### Juan Díaz
Juan Díaz, partecipante della spedizione di Grijalva del 1518, scrisse il Itinerario de Grijalva prima del 1520, e vi descrive le conseguenze di un sacrificio effettuato su un'isola nei pressi di Veracruz.

### Bernal Díaz
Bernal Díaz, nel suo Historia verdadera de la conquista de la Nueva España, conferma la teoria di Juan Díaz:
Nel suo libro Díaz racconta che, dopo essere sbarcati, giunsero in un tempio dedicato a Tezcatlipoca. "Quel giorno furono sacrificati due ragazzi, aprendone i toraci e offrendo il loro sangue a quell'idolo maledetto". Díaz parla di molti più sacrifici durante le successive spedizioni di Cortés. Giungendo a Cholula, trovarono "gabbie con solide sbarre in legno [...] piene di uomini e ragazzi che venivano fatti ingrassare per il sacrificio durante il quale la loro carne sarebbe stata mangiata". Quando i conquistadores raggiunsero Tenochtitlan, Díaz descrisse i sacrifici presso la Grande Piramide:
Secondo Bernal Díaz, i capi delle città vicine, come Cempoala, avrebbero protestato più volte con Cortés del fatto di dover fornire agli Aztechi le vittime da sacrificare. È chiaro dalla descrizione che temevano e odiavano i Mexica.

### Hernán Cortés
Cortés descrive eventi simili nelle sue Lettere:
(Hernán Cortés, Cartas de relación)

### Il conquistatore anonimo
Un conquistatore anonimo scrisse la Relazione d'alcune cose della Nuova Spagna e della gran città di Temestitan Messico, in cui descrive dettagliatamente i sacrifici aztechi. Nel capitolo XIV descrive il tempio in cui uomini, donne, ragazzi e ragazze venivano sacrificati. Nel capitolo XXIV l'autore dice continuamente che gli Aztechi erano cannibali, sodomiti, alcolizzati e poligami. Il testo originale spagnolo è andato perduto. La descrizione del tempio fu pubblicata nel 1556 dal Gianbattista Ramusio in italiano, e poi da questa tradotto in inglese, spagnolo e francese.

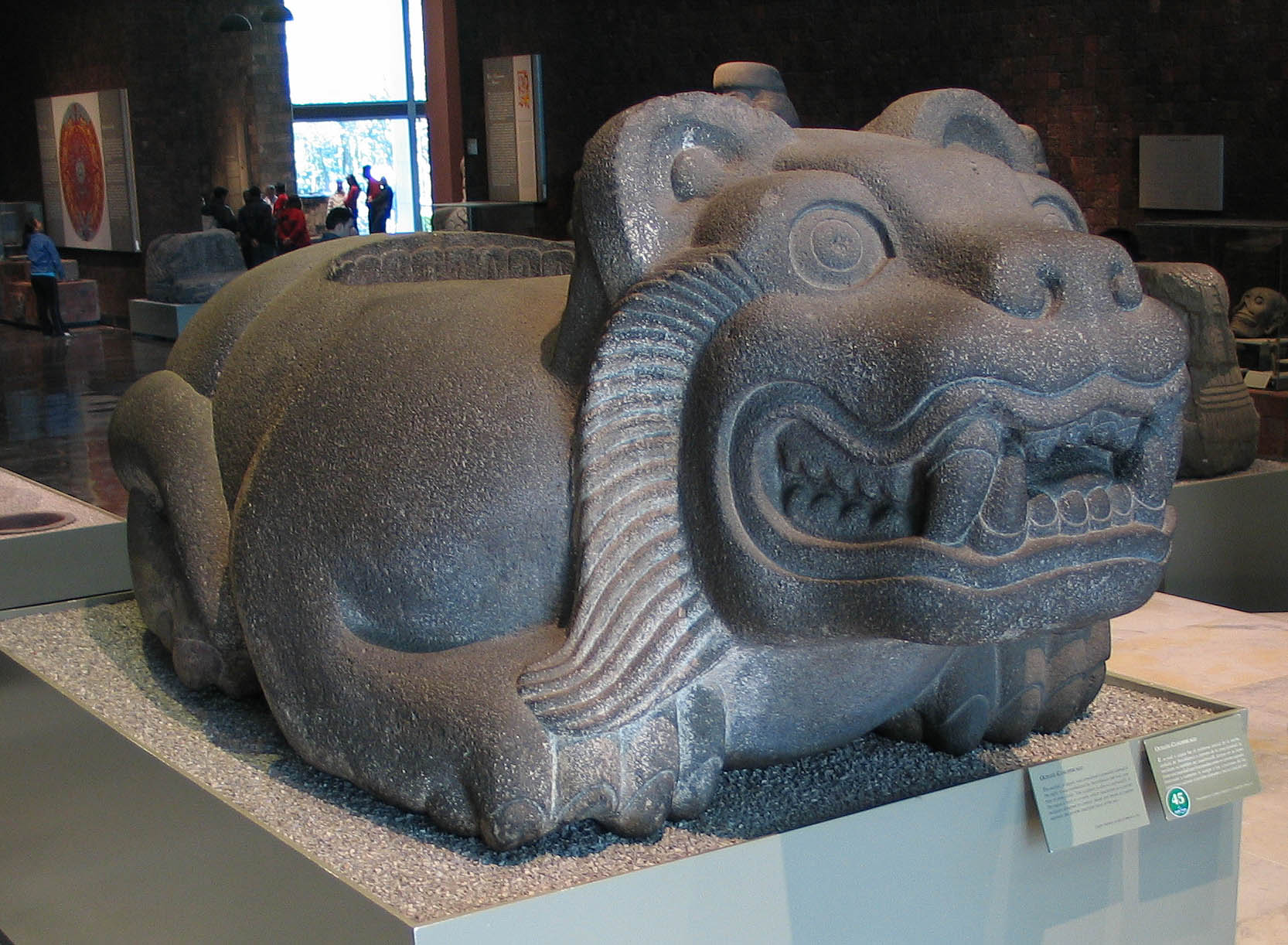
Un cuauhxicalli a forma di giaguaro nel Museo nazionale di antropologia. Questo vaso in pietra simile a un altare veniva usato per contenere i cuori delle vittime sacrificate. Vedi anche Chac Mool

## Valutazione della pratica del sacrificio umano
Il sacrificio umano non era una novità quando gli Aztechi giunsero nella Valle del Messico, né era qualcosa di unico nel Messico precolombiano. Altre culture mesoamericane, come quelle dei Taraschi e Toltechi, lo praticavano. Nonostante non sia nota la portata del sacrificio umano in varie civiltà mesoamericane, come ad esempio i Teotihuacani, quello che distingue i sacrifici umani di Maya e Aztechi è l'importanza che questi ricoprivano nella vita quotidiana.
Diego Durán afferma che gli Aztechi "restavano indifferenti o facevano commenti sarcastici" quando gli spagnoli ne criticavano fortemente la tradizione. Nel suo Libro de Dioses y Ritos alcuni Nahua presero in giro la sensibilità dei cristiani. Chiesero invece agli spagnoli di applaudire:
(Diego Duran, Libro de Dioses y Ritos)
I sacrifici erano atti simbolici e rituali che accompagnavano grandi feste. Solitamente le vittime morivano tra gruppi di ballerini, orchestre di tamburi, costumi e decorazioni elaborate, tappeti di fiori, migliaia di persone comuni e il ceto alto della società.
Quando la vittima era un giovane ragazzo a cui per un anno veniva insegnato a sottomettersi al tempio di Tezcatlipoca, il sacrificando era ampiamente riverito e adorato al punto da "baciare il terreno" dove passava, come fece notare Sahagún.

## Possibili spiegazioni del sacrificio umano tra gli Aztechi

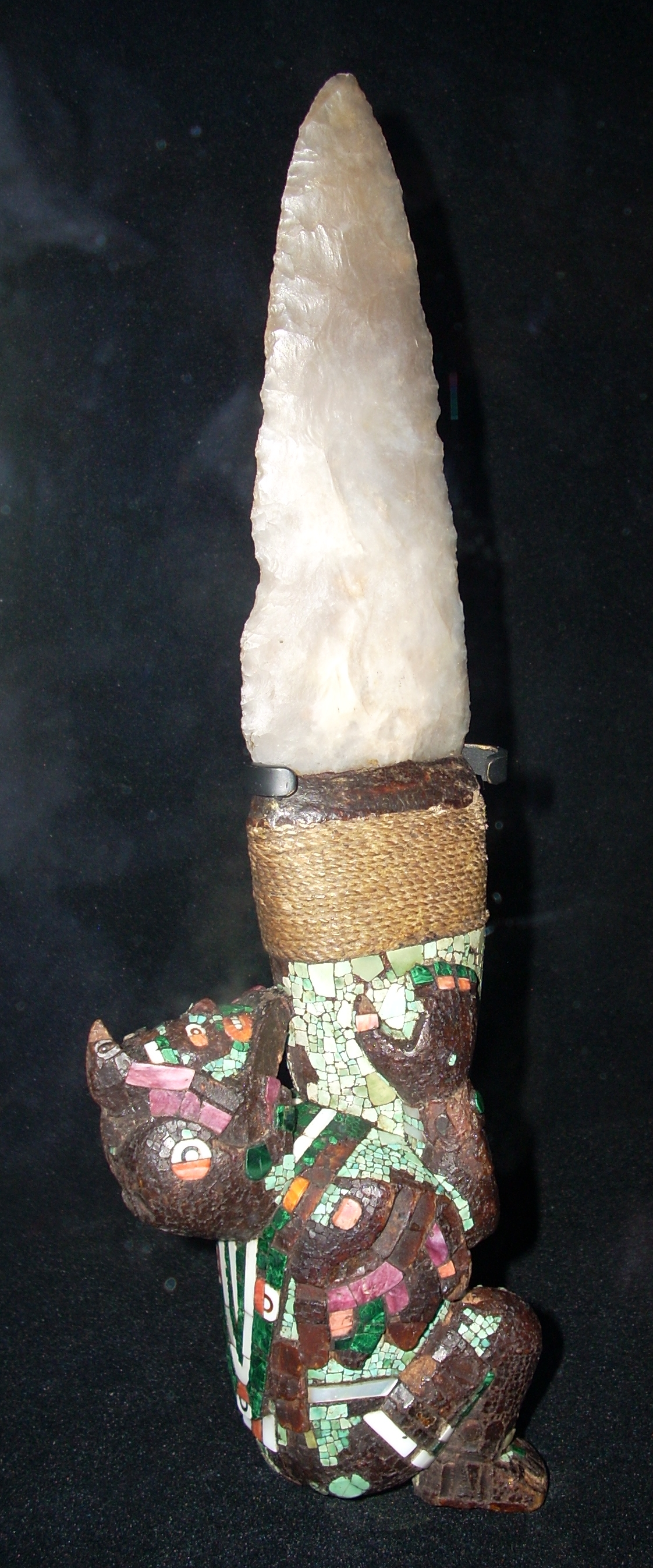
Coltello sacrificale azteco o mixteco, probabilmente usato solo durante le cerimonie, esposto nel British Museum

### Motivi nutrizionali
Gli studiosi Michael Harner e Marvin Harris hanno ipotizzato che la motivazione che stava dietro ai sacrifici umani tra gli Aztechi fosse da ricercare nel cannibalismo a cui venivano sottoposte le vittime. Mentre c'è unanime consenso sul fatto che gli Aztechi praticassero il sacrificio umano, manca consenso tra gli studiosi sul fatto che il cannibalismo fosse comune su tutto il territorio. L'antropologo Marvin Harris, autore di Cannibals and Kings, ha ripreso l'idea proposta da Harner, secondo cui la carne delle vittime faceva parte della dieta aristocratica come ricompensa, dato che la dieta azteca era povera di proteine. Questa ipotesi è stata rifiutata da Bernard Ortíz Montellano che, nei suoi studi su salute, dieta e medicina tra gli Aztechi, argomenta che, nonostante la carenza di proteine animali, la dieta Azteca fosse ricca di quelle vegetali.

### Motivo politico
La natura di alto profilo delle cerimonie indica che il sacrificio umano giocava un importante ruolo politico. I Mexica utilizzavano un sofisticato sistema psicologico per mantenere il proprio impero, con l'obiettivo di instillare un senso di paura nei popoli vicini. I Mexica usavano i sacrifici umani come arma di terrore anche nei confronti dei conquistadores spagnoli, i cui morti venivano sacrificati e a volte scotennati, con le loro teste esposte nei tzompantli. Venivano invitati anche i capi delle città nemiche vicine, o obbligati nel caso di città tributarie, ad assistere alle cerimonie di Tenochtitlan. Il loro rifiuto sarebbe stato considerato un atto di mancato rispetto nei confronti dei Mexica.

### Motivi psicologici
Per Lloyd deMause è importante il fatto che le vittime fossero investite di un profondo significato cosmologico. Secondo lui e una minoranza di studiosi che fanno parte di una scuola alternativa di pensiero, la "psicostoria", i sacrifici umani, compresi quelli della Mesoamerica, rappresentavano una forma inconscia di risposta a traumi subiti da bambini. DeMause considera in particolare la pratica del sacrificio azteco come spostamento.